# 無學 (朝鮮)
無學（韓語：무학；1327年—1405年），俗姓朴，名自超，法名無學、溪月軒，高麗王朝末期至朝鮮王朝初期僧侶。
無學出生於慶尚道的陜川郡，曾至元大都學習佛法。歸國後，受到李成桂的優遇。他在李成桂篡奪高麗王位過程中扮演重要角色。李成桂篡位建立朝鮮王朝之後，成為護國禪師。李成桂決定遷都漢陽（今首爾），就選定都城新址的問題詢問無學的意見。無學根據探地術選定了城池的地址。在第二次王子之亂中，無學參與調和朝鮮太宗與太上王李成桂之間的矛盾，勸說李成桂回到漢陽。